# Vittorio Maria Vanzo
Vittorio Maria Vanzo (Pàdua (Vèneto), 29 d'abril de 1862 – Milà (Llombardia), 13 de desembre, 1945) va ser un director d'orquestra, pianista i compositor italià, un apassionat intèrpret de la música de Wagner i va dirigir diverses de les seves obres, incloses les primeres actuacions italianes.

## Biografia
Va néixer en una família benestant, el seu pare Luigi, doctor en lletres i matemàtiques, era un home de sentiments del Risorgimento i la seva mare una dona noble de la família Storni de Pàdua. Dotat d'un fort tarannà musical i animat per la seva mare, va estudiar la tècnica del piano sota la direcció del pianista i compositor Melchiorre Balbi, que després va perfeccionar assistint al Conservatori de Milà on també va estudiar contrapunt amb Stefano Ronchetti-Monteviti i composició amb Antonio Bazzini. Es va graduar en composició el 1881. Després d'acabar els seus estudis, es va dedicar primer a la composició i l'activitat del piano. Durant un cert període es va adaptar al paper de piano acompanyant a l'escola de cant del famós baríton Felice Varesi, després es va dedicar als concerts i va realitzar diverses gires tant a Itàlia com a l'estranger.
Era conegut sobretot com a director d'orquestra i, en particular, com a intèrpret wagnerià. De fet, des dels seus anys al conservatori havia alimentat una intensa curiositat per la música de Richard Wagner. El 1883, per estudiar-lo millor, va anar a Bayreuth per poder-lo escoltar directament al teatre d'aquell compositor, en el Festspielhaus de Bayreuth. També l'any 1883, l'editorial Lucca li va encarregar la direcció de Lohengrin, que es va posar en escena a Parma el 25 de desembre d'aquell any.
El 1891 es va casar amb la cantant noruega Anna Kriebel a qui va acompanyar al piano en diversos concerts de lieder i amb qui va tenir tres fills. El 22 de desembre d'aquell mateix any va dirigir la primera representació italiana de l'òpera de Wagner Die Walküre al Teatre Regio de Torí, obra que després va reprendre el desembre de 1893 al Teatre Comunale de Trieste. El 1891 també va dirigir Edgar de Giacomo Puccini al "Teatro del Giglio" de Lucca i l'any següent el va dirigir al Teatre Regio de Torí. A més, al llarg de la seva carrera, va dirigir obres de Gómez, Catalani, Massenet, Boito, Leoncavallo, Pergolesi i altres.
Edvard Grieg el va conèixer a Kristiania (avui Oslo), l'any 1897 i, després d'escoltar les seves actuacions, tant orquestrals com de piano, va quedar sorprès pel seu virtuosisme.{nota, 1}
A partir de 1906 va abandonar la seva carrera de director per dedicar-se a la composició i l'ensenyament a la seva escola de cant d'òpera que va obrir a Milà, ciutat on va morir el 13 de desembre de 1945.

## Composicions
Va compondre lletres per a veu amb acompanyament de piano, música de cambra, una sonata per a piano i mandolina, així com una òpera de la qual no es va publicar la partitura.